# Ferenc Somogyi
Ferenc Somogyi (prononcé [ˈfɛrɛnt͡s], [ˈʃomoɟi]), né le 1er septembre 1945 et mort le 30 mars 2021, est un diplomate et homme d'affaires hongrois. Il est membre du Parti socialiste hongrois, et ministre des Affaires étrangères de son pays du 1er novembre 2004 au 8 juin 2006. Il avait représenté la Hongrie auprès des Nations unies dans les années 1980, et a été cadre dans une entreprise de téléphonie au cours des années 1990.